# Nathalie Toro
Nathalie Toro (25 augustus 1972) is een Belgisch voormalig boksster.

## Biografie
Toro groeide sinds haar 13 jaar in een kindertehuis nadat haar moeder overleden is. Haar vader heeft ze nooit gekend. Pas toen ze 19 jaar was en niet meer onder de hoede van de jeugdrechtbank mocht ze zich inschrijven bij een boksclub.
In 1994 werd ze Belgisch kampioene kickboksen bij de junioren en een jaar later (1996) Belgisch kampioene. In 2000 werd ze Benelux-kampioene, evenals Europees kampioene bij de lichtgewichten.
In april 2004 behaalde ze de EBU-titel in de klasse junior weltergewichten tegen de Britse Jane Couch. In juni 2005 kampte ze de Spaanse Agata Gracia in de strijd voor de WIBF-titel bij de lichtgewichten, een strijd die ze won. In oktober 2005 verdedigde ze haar EBU-titel te Nancy tegen de Française Anne-Sophie Mathys. De Française won de kamp. In maart 2007 versloeg ze in Aulnoye-Aymeries de Française Daniela David in de strijd voor de EBU-titel bij de lichtgewichten, een titel die ze succesvol verdedigde in juni 2007 tegen Agata Gracia te Martigues.
In september 2008 kondigde Toro aan te stoppen met boksen hoewel ze er nog zin in had, maar geen sponsor vond.